# شريف عيسى
شريف عيسى (بالإنجليزية: Sheriff Isa)‏ (10 نوفمبر 1990 في نيجيريا - ) هو لاعب كرة قدم نيجيري في مركز الوسط. شارك مع منتخب نيجيريا تحت 17 سنة لكرة القدم ومنتخب نيجيريا تحت 20 سنة لكرة القدم. أما مع النوادي، فقد لعب مع كانو بيلارس وأولمبيك دونيتسك.

## وصلات خارجية
- شريف عيسى على موقع الاتحاد الدولي (مؤرشف)  (الإنجليزية)
- شريف عيسى على موقع اتحاد أوكرانيا (الإنجليزية)
- شريف عيسى على موقع قاعدة بيانات كرة القدم.إي يو (الإنجليزية)
- شريف عيسى على موقع Soccerbase.com (لاعب) (الإنجليزية)
- شريف عيسى على موقع Soccerway.com (الإنجليزية)
- شريف عيسى على موقع عالم كرة القدم.نت (الإنجليزية)